# 이 밤이여 영원히
"이 밤이여 영원히"는 1972년 공개된 대한민국의 영화이다.

## 배역
- 신영균
- 전계현
- 최정민
- 문종석
- 남미리
- 최남현
- 전숙
- 이영호
- 김소저
- 손전
- 최일
- 박일
- 김신명
- 윤일주
- 최연수